# 史丹福路 (新加坡)
史丹福路（英語：Stamford Road）是在新加坡的一條單行道。路旁有幾個地標性的建築，其中包括史丹福瑞士酒店與新加坡國家博物院。

## 地標
- 日本占领时期死难人民纪念碑
- 聖安德烈座堂 (新加坡)
- 莱佛士城與史丹福瑞士酒店
- 政府大廈地鐵站
- 新加坡地铁有限公司總部大廈
- 首都大厦（英语：Capitol Building, Singapore）
- 讚美廣場
- 史丹福大廈
- Stamford Court
- 新加坡管理大學
- 新加坡國家博物院